# Shapur Bakhtiar
Shapur Bakhtiar (ouçaⓘ), em persa: شاپور بختیار , transl. Shāpūr Bakhtīār (Shahr-e Kord, 26 de junho de  1914 - Suresnes, 6 de agosto de 1991), foi um político iraniano e o último primeiro-ministro do xá Mohammad Reza Pahlevi. Depois da revolução iraniana de 1979, exilou-se em França, onde foi assassinado por simpatizantes de Ruhollah Khomeini.

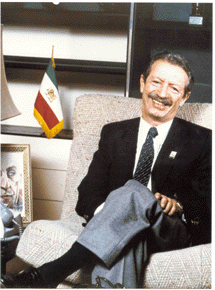
Shapour Bakhtiar, o último primeiro-ministro, antes da queda da monarquia no Irão

## Infância e juventude
Shapour Bakhtiar nasceu em 1914 ou 1915 em Kanarak, uma aldeia próxima de Isfahan no sudoeste do Irão ,filho de Mohammad Reza (Sardar-e-Fateh) e Naz-Baygom, ambos Bakhtiar. O avô materno de Shapour, Najaf Gholi Samsam ol-Saltaneh foi nomeado primeiro-ministro do Irão duas vezes, em 1912 e 1918. A mãe morreu quando ele tinha apenas sete anos. O pai foi mandado executar por Reza Shah em 1934, enquanto Shapour estava estudando em Paris.

## Educação
Ele fez o ensino primário em Shahr-e-Kord e os estudos secundários, primeiro em Isfahan e mais tarde em Beirute, Líbano, onde ele terminou os estudos liceais através de uma escola francesa.

## Tempo em França
Em 1936, partiu para França. Aí recebeu o seu PhD, em Ciência Política (em 1939), como também graus em leis e filosofia pela Universidade de Sorbonne. Bakhtiar como se opunha a todo o tipo de totalitarismos, tornou-se voluntário da Legião Estrangeira Francesa e combateu com a resistência contra os ocupantes alemães no batalhão de Orleães.

## Carreira política no Irão
Shapour Bakhtiar voltou ao Irão em 1946. Em 1951, foi nomeado para o Ministério do Trabalho: primeiro como Director do Departamento do Trabalho na Província de Isfahan, daí encabeçou o Departamento do Trabalho do Cuzistão, centro da indústria petrolífera. Em 1953 Mohammad Mosaddeq estava no poder no Irão, antes de ser deposto por um golpe de estado preparado pela CIA, Reino Unido e Estados Unidos da América . Através do primeiro-ministro, Bakhtiar foi ministro deputado do trabalho. Depois do xá ter voltado ao poder através de um golpe de estado, Bakhtiar passou a defender que as eleições de 1954 para os Majlis fossem livres, tentando reavivar o movimento nacionalista. Em 1960, a Segunda  Frente Nacional foi constituída, e Bakhtiar vai representar um papel muito importante nas actividades da nova organização, como cabeça do corpo activista estudantil da Frente Nacional. Ele e os seis colegas diferiam da maioria dos oposicionistas, visto que eram muito moderados, restringindo as suas actividades a protestos pacíficos e pedindo apenas a restauração dos direitos democráticos dentro de uma monarquia constitucional, opondo-se à monarquia absoluta do Xá. Apesar dos protestos pacifistas, o Xá não quis entabular qualquer diálogo com este movimento, optou por ilegalizar a Frente Nacional e prender os mais importantes membros dessa organização. De 1964 a 1977. o regime imperial e ditatorial do xá não permitia qualquer forma de actividade oposicionista, mesmo de sectores liberais moderados e pró-ocidentais como Shapour Bakhtiar. Bakhtiar foi várias vezes preso (tendo estado encarcerado seis anos devido à sua oposição ao regime ditatorial do xá. Erro crasso que levaria à criação de um movimento popular  pró-islamita radical  que recusaria qualquer compromisso com o a monarquia. Mesmo assim Bakhtiar viu a sua posição reforçada na Frente Nacional, tendo reconstituído esse movimento em 1977.
Nos finais de 1978, quando o regime  estava a desmoronar-se, o xá  Reza, num último recurso, decidiu escolher Shapour Bakhtiar como primeiro-ministro, como uma concessão aos seus oponentes e com o objetivo de criar um governo civil, após tentativas fracassadas de primeiros-ministros militares, que usaram de mão dura contra a oposição, mas não conseguiram contê-la.  Apesar de isto lhe custar a expulsão da Frente Nacional, Bakhtiar aceitou o cargo, pois temia que ocorresse uma revolução em que comunistas e mullahs  conquistassem o poder, o que, para ele, significaria a ruína do país.    Apesar de ter causado a expulsão da Frente Nacional,Nos 36 dias de governo como primeiro-ministro do Irão ordenou que todos os presos políticos fossem libertados, acabou com a censura nos jornais (cujos jornalistas se encontravam em greve), relaxou a lei marcial, dissolveu a SAVAK (a polícia secreta do regime) e deu à oposição o prazo de três meses para preparar a eleição de uma assembleia constituinte com poderes para decidir sobre  o fim da monarquia e a futura forma de governo. Apesar desses gestos conciliatórios, Khomeini recusou-se a colaborar com Bakhtiar, denunciando-o como um traidor, por aceitar o cargo proposto pelo xá, e tachando o  governo de "ilegítimo" e "ilegal". Bakhtiar cometeu alguns erros importantes durante o seu governo como o de permitir o regresso de Khomeini ao Irão sem saber os seus verdadeiros propósitos. Por fim, não teve apoio dos seus antigos colegas da Frente Nacional e foi rejeitado pelas massas populares, que o viam como um  traidor por ter aceito o cargo de primeiro-ministro. A maioria da oposição não queria qualquer compromisso como o xá, e este viu-se obrigado a deixar o seu país, em janeiro de 1979. Em abril do mesmo ano, Bakhtiar também foi obrigado a partir para França, tendo declarado, na altura, "que estes novos dirigentes do Irão substituíram uma ditadura por outra ditadura".[carece de fontes?]

## Exílio  e assassinato
Pouco tempo depois da Revolução Iraniana o ayatollah Sadegh Khalkhali, um juiz religioso e presidente do Tribunal Revolucionário, informou que foi decretada pena de morte foi atribuída aos membros da família Pahlavi e antigos ministros e militares do tempo do xá, incluindo Bakhtiar. Por isso, Bakhtiar era ameaçado de morte por elementos do regime.
Em Paris, Shapour Bakhtiar encabeçou o Movimento de Resistência Nacional do Irão que lutava contra a república islâmica no seu país natal. Em julho de 1980, Bakhtiar escapou a uma tentativa de assassinato, no apartamento de sua filha, em Neuilly-sur-Seine, na região parisiense. O atentado resultou na morte de uma vizinha e de um policial, além de ferir gravemente um outro policial e uma outra vizinha.
Em 6 de agosto de 1991,  foi assassinado juntamente com o seu secretário, Soroush Katibeh, por três homens, dentro da sua casa. O crime foi cometido como uma faca de pão. O corpo de Bakhtiar só foi encontrado 36 horas depois do assassinato, embora ele tivesse proteção policial. Dois dos assassinos fugiram para o Irão, mas o terceiro, Ali Vakili Rad, foi capturado na Suíça, juntamente com um suposto cúmplice, Zeyal Sarhadi, familiar do presidente do Irão. Ambos foram extraditados para França onde foram julgados. Vakili Rad foi condenado a prisão perpétua em dezembro de 1994, enquanto Zeyal  Sarhadi foi absolvido.
Shapour Bakhtiar encontra-se sepultado no Cemitério de Montparnasse, em Paris.

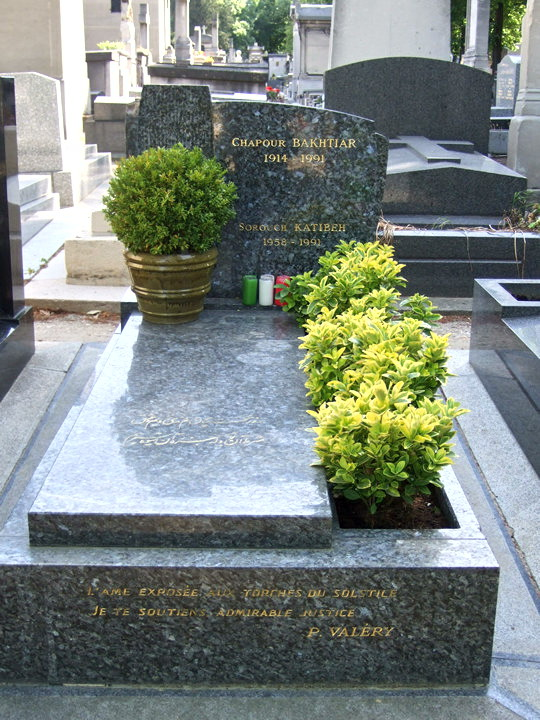
Túmulo de Shapour Bakhtiar, em Paris